# 세인트 사이먼

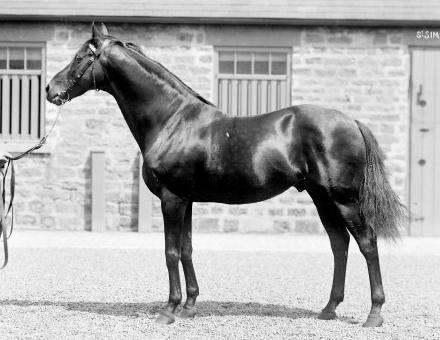
세인트 사이먼

세인트 사이먼(St. Simon)은 1881년 부마인 갤러핀(Galopin)과 모마인 세인트 안젤라(St.Angela) 사이에서 태어났다. 출생 당시 헝가리 왕자 마쓰야니가 마주였으나, 그의 사후 포트랜드 공작에게 팔렸다. 그 당시 시행되고 있던 자키 클럽 규칙에 따라 고인이 된 전임 마주에 의해 내정되어 있던 모든 출주 신청 경주는 무효가 되었고, 세인트 사이먼은 상대적으로 비중이 낮은 경주에 출주하는데 만족하여야만 했다. 그리하여 2세와 3세 2년 동안 경주마로 활약하면서 항상 손쉽게 우승을 차지하였다.
그가 출주한 경주의 거리는 1,200m에서부터 4,000m에 이르기까지 다양했으나, 거리의 장단에 관계없이 경주를 잘 소화해내었고 어떠한 사소한 문제도 야기되지 않았다. 주요 경주 경력을 살펴보면, 2세 때 헬내이커 스테이크스(Halnaker Stakes)를 비롯하여 19두의 말이 출주했던 데본셔 너저리(Devonshire Nursery)와 57kg 의 부담중량을 안고 출주했던 프린스 오브 웨일즈 너저리(Prince of Wales's Nursery) 그리고 뉴마켓(Newmarket)에서의 경주 등에서 우승을 차지하였다. 3세 때 엡솜 골드 컵(Epsom Gold Cup)에서 가볍게 우승한 후, 애스콧 골드 컵(Ascot Gold Cup)에서는 2착마인 트리스탄(Tristan)을 20마신차로 따돌리고 우승을 차지했고 그 후 뉴캐슬 골드 컵(Newcastle Gold Cup)과 굳우드 컵(Goodwood Cup)에서도 역시 우승을 차지하였다. 세인트 사이먼은 경주마로서도 훌륭했었지만 종마로서는 더 큰 활약을 하였고, 여러 시대를 통틀어 가장 우수한 더러브렛 혈통 중의 하나로 간주된다.
그의 혈맥은 오늘날까지 여전히 중요한 위치를 차지하고 있는 퍼시먼(Persimmon), 초셔(Chaucer), 레블레이스(Rabelais)의 종마 혈통에까지 영향을 미치는데, 명마 리봇(Ribot) 은 레블레이스부터 계산해서 5대 째의 말이다. 또한 사이먼은 프러스킨(Frusquin), 데스몬드(Desmond), 다이아몬드 쥬빌(Diamond Jubilee)과 같은 명마들을 낳았다. 세인트 사이먼은 전세기에서 금세기에 걸쳐 현대의 노던 댄서계에 필적할 만한 규모로 더러브렛의 혈통을 바꿔왔으나, 번영은 그다지 길지 못했다. 생산자들의 무분별한 혈통 요구로 근친 번식의 피해가 나왔기 때문이었다. 사이먼은 1908년 27세 때, 9전 9승의 화려한 전적을 남기고 생을 마감하였다. .